# Juan Álvarez de Eulate
Juan Álvarez de Eulate y Ladrón de Cegama o Juan de Eulate (o Juan de Ulate) (palacio del Cabo de Armería de los Álvarez de Eulate, Améscoa Baja, Navarra, 1583-palacio del Cabo de Armería, Améscoa Baja, Navarra, 9 de abril de 1655) fue un soldado español que sirvió notablemente en Flandes y más adelante como Gobernador de Nuevo México, entre 1618 y 1625, cuando era provincia de Nueva España. Entre 1630 y 1638 fue gobernador de la provincia de Margarita, isla al norte de Venezuela, hasta su retiro en España.

## Primeros años
Juan de Eulate nació en 1583, el segundo hijo de Juan Álvarez de Eulate y doña Juana Ladrón de Cegama y Alciturry. Su padre era dueño del Palacio del Cabo de Armería de los Álveres de Eulate, en la pequeña comunidad de Eulate, en el Reino de Navarra. En 1602 Eulate viajó a Flandes por su cuenta y se alistó en el ejército del Archiduque Alberto de Austria. Luchó en el Sitio de Ostende y fue herido dos veces. A las órdenes de Ambrosio Spínola, primer Marqués de Balbases, participó en dos expediciones a Frisia. En 1608 regresa a España.
Eulate fue capitán de la flota española desde 1608 hasta 1617. Se casó con doña María de Albizu y Díaz de Jáuregui, y tuvieron tres hijos: Juan Álvarez de Eulate y Albizu fue bautizado el 23 de julio de 1612, María fue bautizada el 27 de abril de 1617 y Jerónimo (Yerónimo) fue bautizado el 14 de mayo de 1630. En 1617 fue nombrado capitán de artillería y navegó a Nueva España. En la Ciudad de México, el 31 de diciembre de 1617 fue nombrado gobernador y capitán general de Nuevo México por el virrey Diego Fernández de Córdoba (marqués de Guadalcázar). Se le asignó un buen salario y recibió permiso para disponer de tantos indios como quisiera bajo el sistema de encomienda.

## Gobernador de Nuevo México

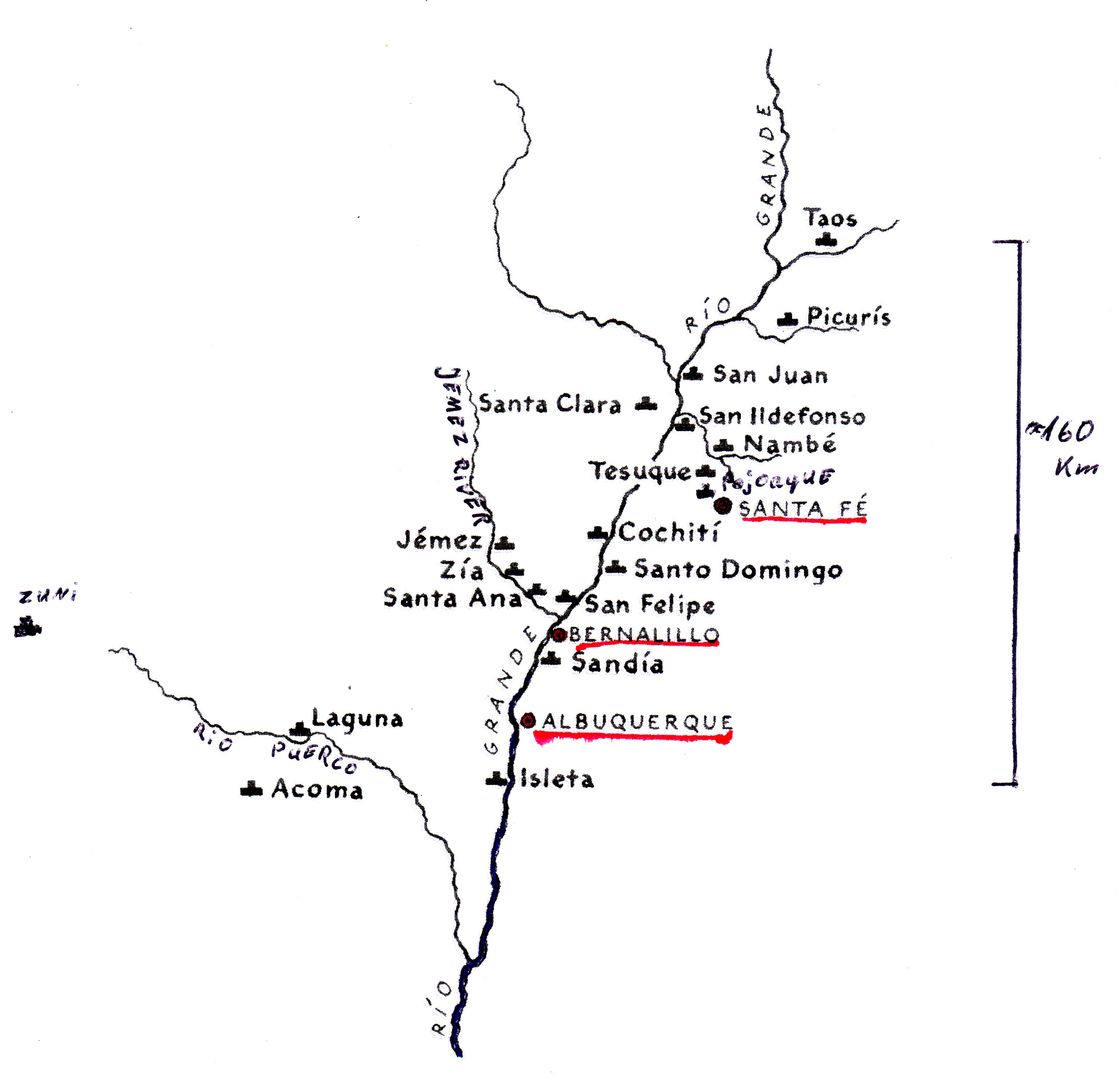
Pueblos en el valle del Río Grande de Nuevo México.

Eulate viajó a Nuevo México acompañado por un grupo de soldados y sacerdotes, llegando en diciembre de 1618. En el viaje mantuvo con el joven misionero franciscano Fray Pedro de Ortega ciertas discrepancias de pensamiento respecto a cuestiones como el matrimonio y el celibato. Eulate no encontró ningún edificio del gobierno en Sante Fe por lo que los erigió a sus expensasel.
Pacificó a los indios Jumanos, a los Jemez, a los Picuris y al pueblo Zuni (metido en luchas internas). Pacificó a los indios Acoma destruyendo la poderosa fortaleza que les había servido de base durante veintiséis años. Al final de su mandato el territorio estaba pacificado como nunca antes.

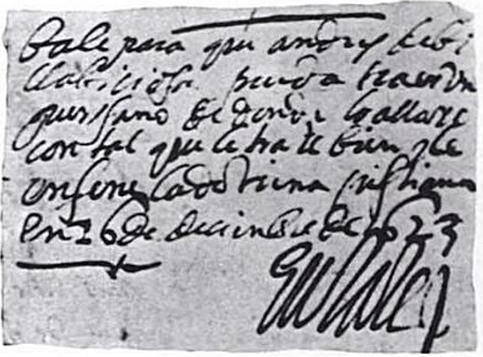
El gobernador Eulate da permiso para tomar a un niño pueblo como sirviente (16 de diciembre de 1623).

Según los misioneros, a Eulate no le importaba el bienestar de los indios, sino su empleo como mano de obra explotada. Por ejemplo, daba licencias a sus amigos para hacerse con niños huérfanos para su servicio doméstico a condición de que recibieran buen trato y se les enseñase el catecismo cristiano. Sin embargo, tras dejar el cargo, algunos de los líderes indios testificaron que les había defendido y también apoyado frente a los frailes que demandaban trabajadores a su servicio. Eulate estuvo permanentemente enfrentado con los misioneros franciscanos dirigidos por Esteban de Perea. En 1620, el virrey de Nueva España escuchó las quejas de los indios sobre los abusos de poder y dictó órdenes dirigidas a Perea y Eulate sobre cómo debían ser tratados los indios.
El enfrentamiento iglesia-gobierno civil fue tal que en 1622 los franciscanos se plantearon abandonar Nuevo México, y solo permanecieron por la insistencia de Perea. Según los misioneros franciscanos, Juan de Eulate les dijo a los indios Pueblo de la provincia que no tenían por qué renunciar a sus prácticas religiosas tradicionales. Para Fray Pedro Zambrano Ortiz, Eulate protegía la idolatría y la brujería de los indios porque estos le proporcionaban pieles curtidas. Zambrano fue destinado a la misión en Galisteo, hacia 1621, y cuando reprochó a un catequista nativo que tuviera una concubina, este le replicó que los indios Tanos esperaban recibir pronto permiso para "vivir como antes de ser cristianos". Zambrano culpó a Eulate de la situación de Galisteo, afirmando que Eulate era más un comerciante tendero que un funcionario. Asimismo, para el fraile, Eulate era un mal ejemplo para los colonos.
En diciembre de 1625 Eulate fue relevado del cargo por el Almirante Felipe de Sotelo Osorio. Volvió a la Ciudad de México en el otoño de 1626. Al poco fue arrestado acusado de usar la expedición de retorno para trasportar sus mercancías y traer indios para ser vendidos como esclavos en Nueva España. Se le dejó libre cuando pagó el transporte de su mercancía y dejó volver a los indios a su tierra. Mientras fue gobernador, Eulate emprendió dos expediciones para capturar búfalos americanos, cuya carne, pieles y sebo eran mejores que las del ganado español. Su intento para llevar búfalos a España no prosperó.

## Gobernador de Margarita y vuelta a España

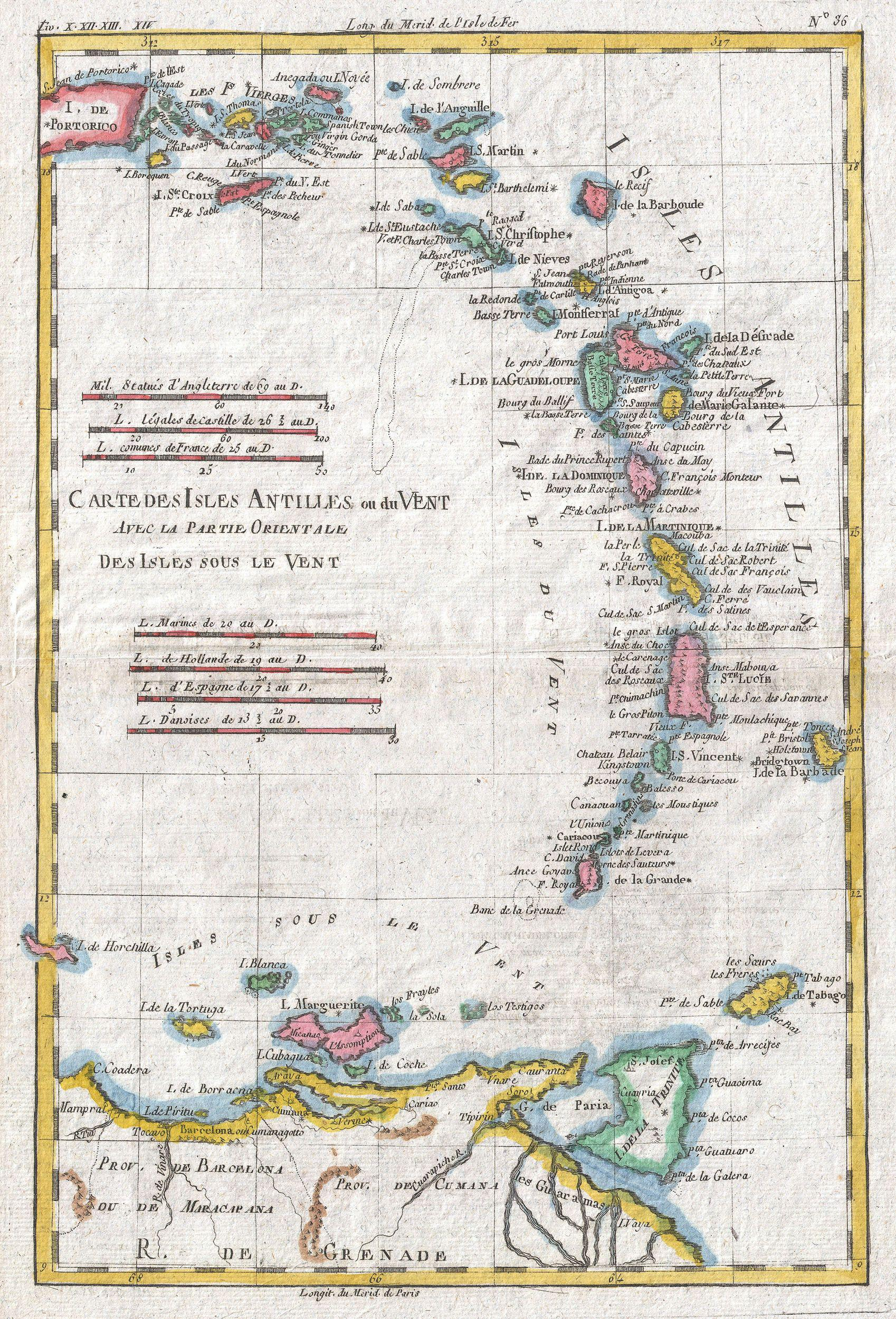
Mapa de 1780 mostrando las islas Tortuga, Margarita, Trinidad, Tobago y resto de las Pequeñas Antillas

Eulate fue nombrado gobernador de la provincia de Margarita en 1630, con base en isla Margarita frente a la costa de lo que ahora es Venezuela. Ocupó el cargo durante ocho años. Mejoró la defensa de la isla y ayudó a desarrollar el comercio y las pesquerías de perlas. Se preocupó de la defensa de las islas Tortuga y Tobago frente a los piratas holandeses. El 12 de mayo de 1633, el hijo de Eulate, Julián de Eulate, partió de Margarita hacia la cercana Trinidad con tres grandes barcazas que transportaban tres destacamentos militares y 50 nativos de auxilio. Encontró y capturó once colonos ingleses y veinte indios, parte de una expedición más grande dirigida por Sir Henry Colt que había sido desviada a Saint Kitts.
En diciembre de 1636 Eulate añadió cuarenta milicianos españoles a los cuatrocientos soldados del capitán Martín de Mendoza, procedentes de Santo Tomé en Venezuela y San José de Oruña, así como a tres mil nativos, para la Isla Trinidad. Con estas fuerzas, Mendoza capturó un fuerte en punta Galera de Trinidad, y otros dos en la isla de Tobago. Fort Vlissingen en Tobago cayó el 1 de enero de 1637. Se tomaron cuarenta y dos cañones y 160 prisioneros de diferentes nacionalidades. La mayoría de los prisioneros fueron ahorcados en Margarita. Sus jefes fueron llevados a España. Varios africanos estaban entre los prisioneros que no se libraron de la condena a muerte salvo diecinueve niños (por su edad).
En 1638 terminó el mandato de Eulate como gobernador y regresó a España. Fue llamado a la corte del Reino de Navarra en 1640, se hizo miembro de la Orden de Santiago, recibió el título de Maestre de Campo y fue nombrado castellano de Pamplona. El historiador France V. Scholes describió a Eulate como un petulante, sin tacto, soldado irreverente cuyas acciones fueron inspiradas por el abierto desprecio hacia la Iglesia y sus ministros y por una concepción exagerada de su propia autoridad como representante de la Corona. El último cargo que desempeñó fue el de gobernador y capitán general de las Islas Canarias, hasta su fallecimiento.